# علار (طولكرم)
علار قرية فلسطينية تقع على بعد 17 كم إلى الشمال من مدينة طولكرم على الطريق المؤدي إلى محافظة جنين وعلى ارتفاع يتراوح بين 250- 300 متر عن سطح البحر على تلة محاطة بالجبال والوديان من ثلاث جهات اما من الغرب فهي منطقة سهلية واسعة تمتد إلى ساحل البحر الأبيض المتوسط ويحدها من الشمال قرية صيدا ومن الجنوب قرية بلعا ودير الغصون ومن الشرق كفر راعي ومن الغرب عتيل وباقة الشرقية وقرية زيتا

## تاريخ علار
سميت علار بهذا الاسم منذ العصر الروماني حيث تعتبر علار بلدة رومانية قديمة ويقول البعض بانها بلدة كنعانية بدليل أن علار الحاضرة مبنية على كهوف ممتدة في اتجاهات مختلفة ومن الدلائل الأخرى هو انتشار معاصر العنب المنحوتة في الجبال وكذلك وجود بلدة رومانية قديمة تسمى خربة بيت صاما في الجهة الغربية من علار واخري تسمى مصين إلى الجهة الجنوبية الشرقية.

## الطبيعة
علار بلدة جميلة وجميع اراضيها مكسوة بالاشجار المثمرة وأهمها الزيتون واللوز والمشمش والعنب والحمضيات.

## إحصاءات[1]
- ملاحظة هناك قريتان في فلسطين تحملان اسم علار، الأولى قرية في طولكرم احتلت عام 67 والثانية قرية في القدس احتلت عام 48.
- تاريخ الاحتلال الصهيوني 22 تشرين أول، 1948
- البعد من مركز المحافظة 17 كم غرب القدس
- متوسط الارتفاع 675 متر
- العملية العسكرية التي نفذت ضد البلدة هئار

الفرق العسكرية المنفذة لللعملية تم مهاجمة البلدة من قوة عسكرية جُمعت من هأريل والعتسيوني
سبب النزوح نتيجة اعتداء مباشر من القوات الصهيونية
مدى التدمير أغلبية البيوت مدمرة، وعلى الأقل إحدى البيوت أو المباني باقية
المدافعون قوات محلية والجيش المصري/الإخوان المسلمون
التطهير العرقي لقد تم تطهير البلدة عرقياً بالكامل
ملكية الأرض الخلفية العرقية ملكية الأرض/دونم
فلسطيني 12,353
تسربت للصهاينة 0
مشاع 3
المجموع 12,356
- استخدام الأراضي عام 1945

نوعية المساحة المستخدمة فلسطيني (دونم)
مزروعة بالبساتين المروية 353
مزروعة بالحبوب 2,234
مبنية 12
صالح للزراعة 2,587
بور 9,757
- التعداد السكاني السنة نسمة

1596 204
في القرن 19 400
1945 440
1948 510
- تقدير لتعداد الاجئين

في 1998 3,134
- مساجد

كان في البلدة بحد أدنى مسجد واحد
- الحالة التعليمية

البلدة كان فيها مدرسة للذكور.
- المقامات كان يوجد في القرية

أربعة مقامات إحداهم للشيخ إبراهيم

## شخصيات بارزة
- مازن شديد، شاعر وكاتب.
- عبد الحسن شديد، عسكري.